# Tureia (comune)
Tureia è un comune delle Isole Tuamotu che comprende 5 atolli:
- Tureia
- Fangataufa
- Mururoa
- Tematangui
- Vanavana

L'atollo di Mururoa fu poligono nucleare della Francia da dopo l'indipendenza dell'Algeria nel 1966 al 1996, tuttora è sorvegliato dalla forze armate francesi, soprattutto dalla marina francese.